# Aníziusz
Az Aníziusz görög → latin eredetű férfinév, jelentése valószínűleg: beteljesedés, megvalósulás, más vélemények szerint az egyenlőtlen jelentésű görög aniszosz szóból származik.

## Gyakorisága
Az 1990-es években szórványosan fordult elő, a 2000-es években nem szerepel a 100 leggyakoribb férfinév között.

## Névnapok
- december 30.[2]